# 大矢馬太郎

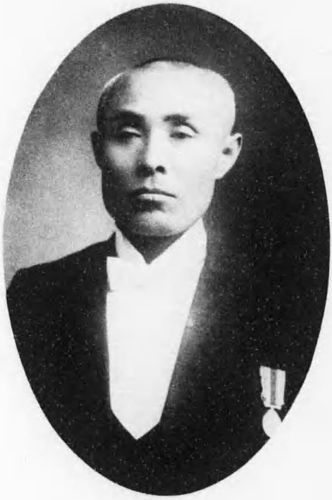
大矢馬太郎

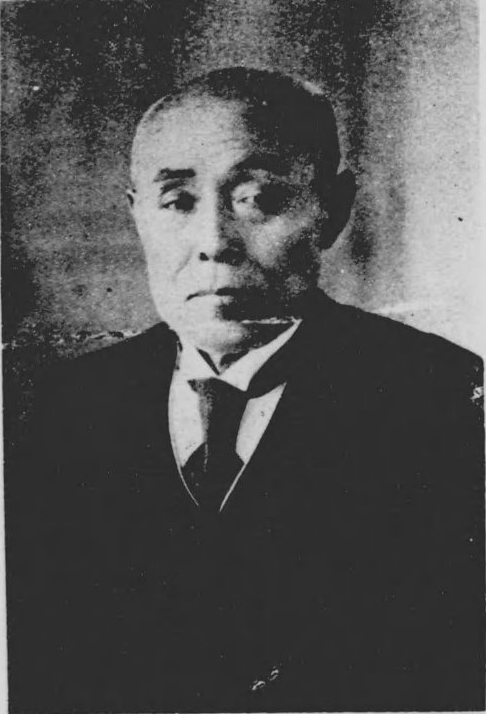
大矢馬太郎

大矢 馬太郎（おおや うまたろう、1870年7月24日〈明治3年6月26日〉 - 1939年〈昭和14年〉7月11日）は、明治時代後期から昭和時代前期の政治家、実業家。岩手県盛岡市長。貴族院多額納税者議員、衆議院議員。旧姓は中村。

## 経歴
中村俊太郎の伯父として、現在の盛岡市馬場町（馬場小路）に生まれる。のち大矢五蔵の養子となり家督を相続する。1888年（明治21年）7月、岩手県中学校（現岩手県立盛岡第一高等学校）を卒業し、盛岡市参事会員を経て、1907年（明治40年）11月、盛岡市長に就任。1910年（明治43年）8月、市長の座を退き、岩手県会議員、岩手県参事会員、盛岡市会議員、同議長などを経て、1916年（大正5年）12月、補欠選挙で貴族院議員に当選し、同年12月26日から1918年（大正7年）9月28日まで在任した。1917年（大正6年）4月、盛岡市会議員に再選し、同議長、岩手県会議員、同議長などを経て、1920年（大正9年）第14回衆議院議員総選挙で岩手県第1区から立憲政友会所属で出馬し、薨去した原敬に代わり補欠当選し、1期務める。1934年（昭和9年）6月、盛岡市長に再選し、2期目在任中に死去。初の盛岡市葬が執り行われた。
ほか、岩手県農工銀行、岩手日報、東北鉄道鉱業、岩手軽便鉄道などの重役を歴任した。

## 親族
- 養子：大矢半次郎（長女サクの夫、大蔵省主税局長、参議院議員）[4][6]
- 娘婿：及川奥郎（三女アイの夫、天文学者）[10]
  - 及川奥郎の兄 及川古志郎（海軍軍人）[6]